# Великогеєвецька сільська рада
| Великогеєвецька сільська рада — колишній орган місцевого самоврядування у Ужгородському районі Закарпатської області з адміністративним центром у с. Великі Геївці. Сільській раді були підпорядковані населені пункти: - с. Великі Геївці - с. Малі Геївці - с. Руські Геївці |

## Склад ради
Рада складалася з 16 депутатів та голови.

## Керівний склад сільської ради
| ПІБ                               | Основні відомості                                                               | Дата обрання | Дата звільнення |
| --------------------------------- | ------------------------------------------------------------------------------- | ------------ | --------------- |
| Білакович Олександр Олександрович | Сільський голова, 1966 року народження, освіта, безпартійний                    | 26.03.2006   | 31.10.2010      |
| Калман-Сюч Палма Федорівна        | Сільський голова, 1968 року народження, освіта середня спеціальна, позапартійна | 31.10.2010   |                 |

Примітка: таблиця складена за даними джерела